# 애정틈진문
애정틈진문(중국어 간체자: 爱情闯进门, 정체자: 愛情闖進門, 병음: Ài qíng chuǎng jìn mén 아이칭촹진먼[*], 영어: When Love Walked In 휀 러브 워크 인[*])은 2012년 8월 27일부터 2012년 9월 11일까지 방영된 중화민국의 양안 합작 드라마이다.

## 소개
- 재벌3세인 두 남자와 한 여자의 삼각관계를 다룬 트렌디 드라마

## 캐스트
- 빅토리아 - 선야인(沈雅音)
- 진역유 - 친위장(秦雨江)
- 조미 - 리상린(黎尚林)
- 소상 - 구칭펑(顧晴風)
- 채지운 - 샤오펀(小芬)
- 륙욱힐 - 리밍츙(黎明瓊)
- 동효연 - 천위루(陳玉茹)
- 류조 - 천쉬양(陳旭揚)
- 갈뢰 - 선샤오허(沈曉荷)
- 왕강 - 천바이밍(陳百鳴)
- 앤드류 라자루프 - 부라이트
- 왕지강 - 위안하오톈(袁浩天)
- 장지위 - 모수(莫叔)
- 전묘 - 리쉰(李熏)
- 왕신민 - 리다오광(黎道光)
- 최빈 - 선정판(沈正帆)
- 대옥단 - 위안이솽(袁亦霜)
- 왕동문 - 위장의 아버지
- 왕문정 - 위장의 어머니